# Nointel (Oise)
Nointel település Franciaországban, Oise megyében. Lakosainak száma 1156 fő (2022. január 1.). Nointel Saint-Aubin-sous-Erquery, Bailleval, Breuil-le-Sec, Catenoy és Maimbeville községekkel határos.

## Népesség
A település népességének változása:
| Lakosok száma | 1009 | 1001 | 1021 | 1029 | 1061 | 1092 | 1122 | 1138 | 1156 |
|               | 2013 | 2015 | 2016 | 2017 | 2018 | 2019 | 2020 | 2021 | 2022 |